# Rio Jacundá
Rio Jacundá är ett vattendrag i Brasilien.   Det ligger i delstaten Pará, i den nordöstra delen av landet, 1 600 km norr om huvudstaden Brasília.
I omgivningarna runt Rio Jacundá växer i huvudsak städsegrön lövskog. Runt Rio Jacundá är det mycket glesbefolkat, med 3 invånare per kvadratkilometer.